# 星乃湯
星乃湯（ほしのゆ）是位在台灣台北市北投區溫泉路（北投溫泉）的溫泉旅館，已在2013年停業，現已拆除。

## 歷史
日治時代明治30年（1897年），靜岡縣富士宮市出身的商人佐野庄太郎渡台，在二二八和平紀念公園附近開設旅館「台北館」。昭和3年（1928年），佐野賣掉「台北館」，在北投溫泉區開設「星乃湯」。戰後，「星乃湯」改名為「逸邨大飯店」繼續營業，仍為日本式的溫泉旅館。1960年代，改造成和洋折衷建築。2013年，停業。

## 關連項目
- 瀧乃湯